# 1947 في الفلبين
فيما يلي قوائم الأحداث التي وقعت خلال عام 1947 في الفلبين.

## سياسة

### انتهاء فترة المنصب
- 1 يناير – كارلوس بينا رومولو Resident commissioner of the Philippines [الإنجليزية]‏.

## مواليد

### أبريل
- 5 أبريل – غلوريا ماكاباغال أرويو

### سبتمبر
- 5 سبتمبر – داني فلورنسيو لاعب كرة سلة فلبيني.

## وفيات

### ديسمبر
- 20 ديسمبر – بنينو أكينو، الأب (مواليد 1894) سياسي فلبيني.